# Giorgio Tozzi
Giorgio Tozzi, eigentlich George John Tozzi, (* 8. Januar 1923 in Chicago; † 30. Mai 2011 in Bloomington, Indiana) war ein US-amerikanischer Opernsänger (Bass).

## Leben
Tozzis Familie war italienischer Herkunft; seine Eltern waren als Immigranten in die Vereinigten Staaten gekommen. Tozzi sang bereits als Kind und Jugendlicher in verschiedenen Amateurchören und Gesangsensembles. Er studierte zunächst kurzzeitig Biologie an der DePaul University in Chicago, entschied sich dann jedoch für eine Sängerlaufbahn. Er studierte in Chicago Gesang bei Rosa Raisa, Giacomo Rimini und John Daggett Howe. Während des Zweiten Weltkrieges diente er in der US Army. Nach seinem Ausscheiden aus dem Militärdienst begann Tozzi mit Auftritten als Sänger, zunächst in Chören und Nachtclubs.
Sein professionelles Debüt als Opernsänger gab er, noch als Bariton, 1948 in New York City am Broadway am Ziegfeld Theatre in der Rolle des Tarquinius in der Kammeroper The Rape of Lucretia von Benjamin Britten. 1949 trat er am Londoner West End in dem Musical Tough at the Top von Vivian Ellis auf; darin spielte er einen Boxer, der sich in eine Prinzessin verliebt.
Für weitere Gesangsstudien ging Tozzi anschließend nach Mailand; dort studierte er bei dem Gesangspädagogen Giulio Lorandi (1914–1974). Dieser riet Tozzi zu einem Wechsel ins Bass-Fach und schulte Tozzis Stimme zum Bass um. 1950 debütierte Tozzi, nunmehr als Bass, am Teatro Nuovo in Mailand in der Rolle des Conte Rodolfo in der Belcanto-Oper La sonnambula. 1953 wurde er an die Mailänder Scala engagiert; er debütierte dort mit der Rolle des Stromminger in der Verismo-Oper La Wally. 1962 sang er dort den Comte de Saint-Bris in einer Neuproduktion der Oper Die Hugenotten an der Seite von Joan Sutherland, Giulietta Simionato und Franco Corelli.
1955 trat Tozzi erstmals an der Metropolitan Opera in New York (Antrittsrolle: Alvise in La Gioconda) auf. Dort sang er fast 30 Jahre in insgesamt 528 Aufführungen. Im Januar 1958 wirkte er an der Metropolitan Opera in der Uraufführung der Oper Vanessa von Samuel Barber in der Rolle des alten Doktors mit. Seine letzte Vorstellung an der MET war 1975 als Colline in La Bohème.
Tozzi sang an der MET unter anderem folgende Partien: Figaro in Le nozze di Figaro, Don Basilio in Der Barbier von Sevilla, König Philipp in Don Carlos, Sparafucile in Rigoletto, Pater Guardian in Die Macht des Schicksals und Ramfis in Aida. Neben dem italienischen Rollenfach sang Tozzi auch in französischen und russischen Opern, so Méphistophélès in Faust, König Arkel in Pelléas et Mélisande, Gremin in Eugen Onegin (1957; in der Inszenierung von Peter Brook), sowie die Titelrolle und den Mönch Pimen in Boris Godunow. Häufig übernahm er, in der Originalsprache, auch Rollen des deutschen Opernfachs. Hier gehörten Sarastro in Die Zauberflöte, Rocco in Fidelio, Daland in Der fliegende Holländer, Pogner und insbesondere der Hans Sachs in Die Meistersinger von Nürnberg zu seinen besonderen Glanzrollen.
Tozzi sang an der Lyric Opera of Chicago, an der San Francisco Opera (1955 Debüt als Ramfis in Aida), am Opernhaus von Houston (1966; ebenfalls als Ramfis) und am Opernhaus von Boston (1977; in der amerikanischen Erstaufführung der Oper Ruslan und Ljudmila). Er gastierte außerdem an der Oper Frankfurt (Spielzeit 1973/1974) und bei den Salzburger Festspielen (1961; als Fiesco in Simon Boccanegra).
Neben seinen Opernpartien trat Tozzi regelmäßig immer wieder in Musicals auf. 1957 übernahm er, an der Seite von Mary Martin, in San Francisco die Rolle des Emile de Becque, die männliche Hauptrolle, in dem Musical South Pacific. 1958 lieh er, in der Verfilmung des Musicals von Joshua Logan, seine Stimme dem Schauspieler Rossano Brazzi und interpretierte zwei der bekanntesten Melodien des Werkes, die Songs Some Enchanted Evening and This Nearly Was Mine. 1979 spielte er am Broadway in einer Wiederaufnahme von Frank Loessers Musical The Most Happy Fella; hierfür wurde er für den Tony Award in Kategorie „Bester Schauspieler“ nominiert. Außerdem trat er bei verschiedenen lokalen Produktionen in den Musicals Fiddler on the Roof, Der Mann von La Mancha und Fanny auf.
Tozzi wirkte auch bei Fernsehproduktion von Opern mit, so 1961 in der Titelrolle der Oper Boris Godunow in einer Produktion von NBC Television und 1978, an der Seite von Teresa Stratas, als König Melchior in einer Verfilmung der Oper Amahl and the Night Visitors. Außerdem wirkte er als Schauspieler in einigen US-amerikanischen Fernsehserien und Fernsehfilmen mit, so unter anderem in Männerwirtschaft (1974), Baretta (1975) und Kojak – Einsatz in Manhattan (1976).
Tozzi wurde 1960 (für Le nozze di Figaro, Dirigent: Erich Leinsdorf), 1961 (für Turandot; Dirigent: Erich Leinsdorf) und 1963 (für Aida, Dirigent: Georg Solti) mit einem Grammy ausgezeichnet. 1997 veröffentlichte er den Roman The Golem of the Golden West.
Nach Beendigung seiner Bühnenlaufbahn unterrichtete Tozzi als Gesangslehrer an der Juilliard School of Music, der Brigham Young University und seit 1991 an der Jacob’s School of Music an der Indiana University. 2006 hatte er den Lehrberuf aufgegeben und war in Ruhestand gegangen.

## Privates
Tozzi war zweimal verheiratet. 1954 heiratete er die in Montana geborene Sängerin Christine Dieringer, die er in Italien kennengelernt hatte; sie starb 1963. 1967 heiratete er ein zweites Mal, die Sängerin Monte Amundsen. Aus der zweiten Ehe gingen zwei Kinder hervor, ein Sohn und eine Tochter. Zu seinen Hobbys zählte Tozzi Fotografie und Kunsttischlerei. Tozzi starb im Alter von 88 Jahren in seinem Haus in Bloomington, Indiana, an Herzversagen.

## Tondokumente
- CD-Edition Giorgio Tozzi - 2 Boxen à 3 CDs - Studio- und Liveaufnahmen aus Werken von Händel, Mozart, Beethoven, Rossini, Donizetti, Verdi, Berlioz, Wagner, Ponchielli, Leoncavallo, Massenet, Mussorgskij, Montemezzi, Tschaikowsky, Smetana, Debussy, R.Strauss, Barber, Broadway Musicals u. a. - Hamburger Archiv für Gesangskunst 2012